# Zoteux
Zoteux (picardisch Zotiu; westflämisch Teralteren) ist eine französische Gemeinde mit 588 Einwohnern (Stand 1. Januar 2022) im Département Pas-de-Calais in der Region Hauts-de-France. Sie gehört zum Arrondissement Montreuil und zum Gemeindeverband Haut Pays du Montreuillois. Die Bewohner nennen sich Zotelois.

## Geografie
Zoteux liegt 20 Kilometer südöstlich von Boulogne-sur-Mer und etwa 22 Kilometer östlich der Ärmelkanalküste.
Die Gemeinde besteht neben dem Dorf Zoteux aus den Ortsteilen Fauchelles, Bout de Dessous, Les Mortiers und Les Correaux.
Die angrenzenden Gemeinden sind Bécourt im Nordosten, Bourthes im Osten, Bezinghem im Süden und Westen sowie Doudeauville im Nordwesten.
Das 734 Hektar umfassende Gemeindegebiet am Rande des Regionalen Naturpark Caps et Marais d’Opale hat keine oberirdischen Fließgewässer aufzuweisen und ist völlig waldfrei. In den Boden einsickernde Niederschläge treten südöstlich von Zoteux zutage und fließen über die Aa ab.

## Geschichte
Zoteux entstand nahe einer Kreuzung von sieben Römerstraßen. Auf dem Territorium der Gemeinde fand man Gräber, Münzen und andere Artefakte aus der gallo-römischen Zeit. In den Ortsteilen Les Correaux und Les Mortiers gab es zwei Motten, deren verwitterte Überreste man heute noch sehen kann.
Über die Herkunft des Ortsnamens gibt es zwei Theorien:
Die erste sieht den gleichen Ursprung wie im flämischen Namen Zottegem mit dem Wortstamm zout- (= Salz).
Als wahrscheinlicher wird die Herkunft vom lateinischen Wort Altaria (Altar) gesehen. Man bezieht sich dabei auf frühe Kultstätten an einer Kreuzung von sieben Römerstraßen. Im Laufe der Jahrhunderte wurde der Name immer weiter verzerrt. 1150 tauchte der Name Altaribus auf, um 1300 wurde daraus Auteus. Über Auteux (ca. 1656) und Les Hosteux entstand schließlich die heutige Schreibweise Zoteux.
1466 war Zoteux Teil der Vogtei Desvres und gehörte Robert Thubeauville. Einer der letzten Herren von Zoteux vor der Revolution war Antoine Roussel.

### Bevölkerungsentwicklung
| Jahr      | 1962 | 1968 | 1975 | 1982 | 1990 | 1999 | 2011 | 2022 |
| Einwohner | 298  | 299  | 322  | 390  | 404  | 390  | 539  | 588  |

Im Jahr 1931 wurde mit 301 Bewohnern die bisher geringste Einwohnerzahl ermittelt. Die Zahlen basieren auf den Daten von annuaire-mairie und INSEE.

## Sehenswürdigkeiten
Die Kirche St. Peter (Saint-Pierre) stammt aus dem 15. Jahrhundert, die Weihwasserbecken aus dem späten 17. Jahrhundert. Auf dem Dorfplatz wurde eine der Kirchenglocken aus dem Jahr 1514 aufgestellt. Gegenüber der Kirche befinden sich die Reste eines wegen der Französischen Revolution unvollendeten Schlosses, das heute als Scheune dient.
Ein Bildstock im Ortsteil Fauchelles wurde 1824 an einer Kreuzung von sieben ehemaligen Römerstraßen (Carrefour des Sept voies romaines) errichtet. Man findet darauf die Inschriften der damaligen Zielorte:
- nach Desvres über Courteau
- über Attin zur Canchecassini.ehess
- nach Amiens über Auxi-le-Château
- über Saint-Pol nach Arras
- nach Thérouanne
- nach Arques
- nach Leulinghem über Senlecques und Licques

Das Kriegerdenkmal (Monument aux morts) wurde 1921 errichtet.

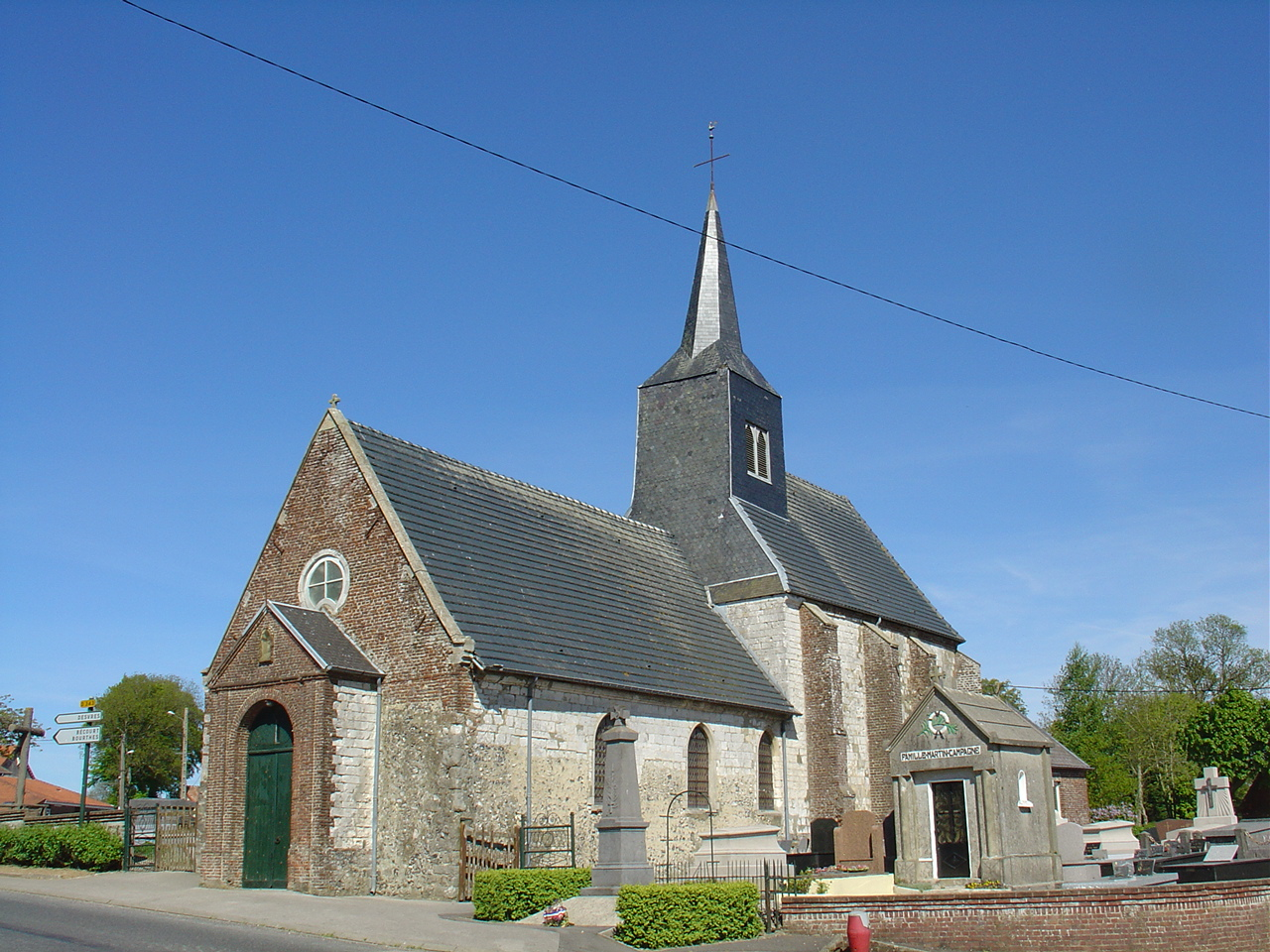
Kirche Saint-Pierre

## Wirtschaft und Infrastruktur
Im Gemeindegebiet von Zoteux sind 25 Landwirtschaftsbetriebe ansässig (Getreideanbau, Milchwirtschaft, Zucht von Pferden, Rindern, Schafen und Ziegen).
Durch die Gemeinde Zoteux führt die Fernstraße D 343 von Desvres nach Hucqueliers. Weitere Straßenverbindungen bestehen in die vier Nachbargemeinden.

## Belege
1. ↑  Zoteux auf www.echo62.com (Memento vom 4. März 2016 im Internet Archive) (französisch)
2. ↑  Zoteux auf cassini.ehess
3. ↑  Zoteux auf INSEE
4. ↑  Landwirtschaftsbetriebe auf annuaire-mairie.fr (französisch)